# Flash dei due mondi
Flash dei due mondi è una storia a fumetti pubblicata nella serie di Flash (Vol. 1 n. 123 del settembre 1961). Introdusse l'universo fittizio noto come Terra-Due e, più genericamente, il concetto di multiverso nell'universo immaginario della DC Comics oltre a una successiva e crescente complessità dell'universo narrativo con più versioni di ogni personaggio che popolavano le varie dimensioni alternative che, vent'anni dopo - al fine di risolvere le incoerenze che si erano create - si decise di risolvere con la saga della Crisi sulle Terre infinite, dove le molteplici dimensioni vennero distrutte per ritornare a una sola. La storia fu scritta da Gardner Fox sotto la guida editoriale di Julius Schwartz - la cui autobiografia fu poi intitolata Man of Two Worlds, cioè Uomo di Due Mondi - e illustrata da Carmine Infantino.
Il successo della storia incoraggiò la DC a riproporre molti dei vecchi personaggi della Golden Age e inoltre i crossover tra le due versioni della Terra divennero un appuntamento annuale pubblicato nella serie Justice League of America, cominciando dal n. 21, "Crisi su Terra 1!" (agosto 1963), e culminarono nella miniserie di dodici numeri, Crisi sulle Terre infinite. La stessa copertina divenne un'icona più volte citata da altre serie a fumetti come Dark Horse Presents n. 67 (novembre 1962) e Impulse n. 70 (marzo 2001), oltre che richiamata nella stessa serie dedicata al personaggio come Flash (vol. 1) n. 147 (settembre 1964 e Flash vol. 2 n. 123 (marzo 1997). Nel 2004, una copia di The Flash n. 123 venne venduta in un'asta per 23000 $. Nel 2016 le quotazioni erano di circa 5000 $.

## Trama
Ad una raccolta di fondi per carità organizzata da Iris West, Flash utilizza la sua super velocità per intrattenere il pubblico con trucchi di magia. Durante il trucco dell'arrampicata sulla corda, l'eroe comincia a fare vibrare le sue molecole così in fretta da rendersi invisibile, quando all'improvviso scompare dal palcoscenico. Quando smette di vibrare vede che il palcoscenico è vuoto, e si accorge di ritrovarsi in una città straniera, che scopre essere Keystone City, casa del Flash della Golden Age. Keystone City è ubicata su Terra-Due (chiamata in modo diverso nella storia), una Terra in un universo parallelo. Sul mondo di Barry Allen, Jay Garrick è il protagonista di una sere a fumetti, ed era il suo supereroe preferito. Guarda caso, Barry cerca proprio Jay nell'elenco telefonico di Keystone, e una volta trovato si presenta a casa del vecchio velocista. Su questa Terra, Jay è andato in pensione anni addietro, più precisamente nello stesso anno in cui, sulla Terra di Barry, smisero di pubblicare le sue avventure. Da lì in poi, Jay sposò la sua ex ragazza, Joan Williams, ora signora Joan Williams-Garrick.
Nel frattempo, tre degli arci-nemici di Jay, il Violinista, L'Ombra e il Pensatore, uniscono le forze per far uscire la loro vecchia nemesi fuori dal pensionamento. I due Flash si dividono: Barry si occupa del Pensatore e Jay dell'Ombra, ma non riescono a sconfiggerli. I due criminali si incontrano poco dopo e capiscono che ci sono due Flash, così si affrettano a chiamare a raccolta anche il Violinista per invertire la faccenda. Il Violinista riesce a fermare i due super velocisti grazie alla sua musica ipnotica, e ordina ai due eroi di fare una rapina per lui. Proprio mentre il trio si appresta a scappare con il bottino, i due Flash li catturano. In realtà si erano messi dei gioielli nelle orecchie per bloccare gli effetti della musica ipnotica del Violinista, e avevano finto di stare al gioco per catturarli. Barry ritorna sulla sua Terra dopo che Jay annuncia la sua uscita dal pensionamento.